# Llengües bantus meridionals
Les llengües bantus meridionals són el grup més gran de les llengües bantus, validades en gran manera per Janson (1991/92). Són gairebé sinònimes al Bantu zona S de Guthrie, a part de l'exclusió del xona i la inclusió del Makua. Inclouen totes les llengües bantus importants de Sud-àfrica, Botswana i Moçambic.

## Llengües
Els grups lingüístics són seguits pel seu codi en lal classificació de Guthrie.
- Makua (P30)
- Chopi (S60): Chopi, Tonga
- Llengües nguni (S40)
  - Zunda: *Xosa, *Zulu, *Ndebele del Nord (Zimbabwe), *Ndebele del Sud
  - Tekela: *Swati, Phuthi, Sumayela Ndebele (Transvaal del Nord), Lala, Bhaca, Hlubi, Nhlangwini
- Sotho–Tswana (S30 + K20): *Tswana ("Sotho occidental"), Birwa, Tswapong, Kgalagadi
  - Sotho: *Sotho del nord (Pedi), *Sotho del sud (Sotho), Sotho de l'eset (Pulana, Khutswe i Pai), Lozi
- Tsonga (S50): Ronga, Tswa, *Tsonga
- *Tshivenḓa (S20)

* Llengua oficial
Algunes classificacions anteriors a Janson mantenen el xona com una branca coordinada juntament amb les llengües nyasa o exclouen les Llengües makua.

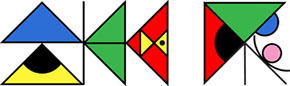
"Isibheqe Sohlamvu" escrit en aquest sistema

## Sistema d'escriptura
Hi ha un sistema d'escriptura per al bantu meridional anomenat Isibheqe Sohlamvu o Ditema tsa Dinoko. És un alfabet distintiu disposat en blocs de síl·labes i que té una aparença geomètrica basada en el formes de disseny simbòlics tradicionals de la regió, com es troben en el litema sesotho o l' amabheqe isiZulu.

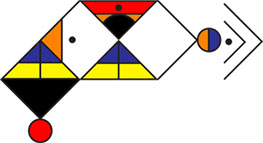
"Ditema tsa Dinoko" escrit en aquest sistema.